# NGC 28
Az NGC 28 egy elliptikus galaxis a Phoenix (Főnix) csillagképben.

## Felfedezése
Az NGC 28 galaxist John Herschel fedezte fel 1834. október 28-án.